# Redingtonia alba
Redingtonia alba là một loài bướm đêm trong họ Noctuidae.